# Johan Pettersson i Alvesta

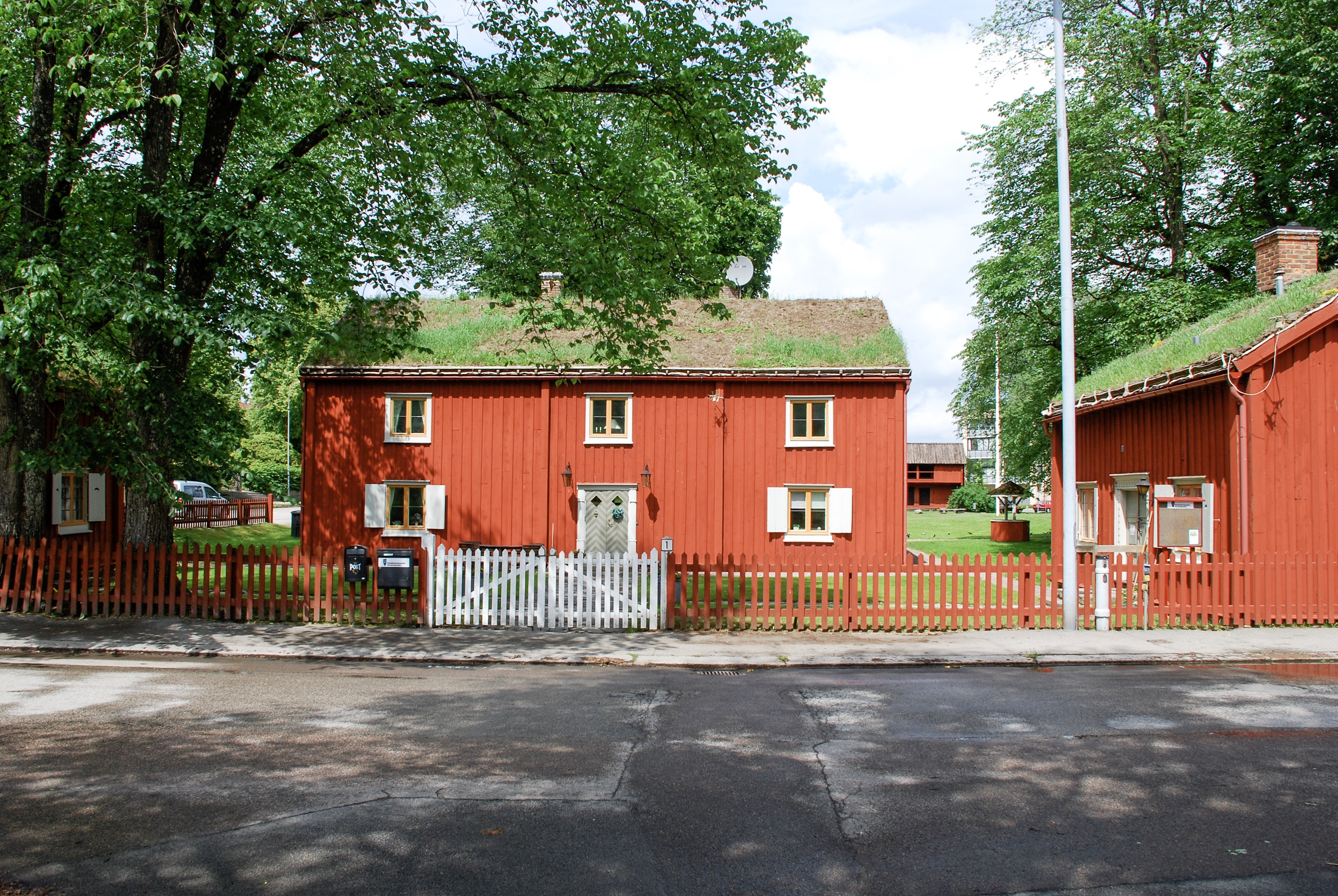
Riksdagsmannagården i Alvesta

Johan Pettersson i riksdagen kallad Pettersson i Alvesta, född 21 juni 1819 i Aringsås församling, Kronobergs län, död där 6 oktober 1887, var en svensk hemmansägare och riksdagspolitiker.
Johan Pettersson var hemmansägare i Alvesta i Kronobergs län. I riksdagen var han ledamot av andra kammaren 1884–1887, invald i Allbo härads valkrets.